# سعدان سنجابي أسود
سِعدان سِنجابي أسود ؛ قِرد سنجابي أسود (الأسم العلمي: Saimiri vanzolinii)، المَعروف أيضًا باسم سعدان سنجابي أسود الرأس، هو قرد صغير من رئيسيات العالم الجديد، تَتَوطّن في وسط الأمازون بالبرازيل. يشبه إلى حد كبير أُنثى سِعدان سنجابي بوليفي الأكثر شيوعًا، على الرُغم من الأخير يفتقر إلى ظهر أسود اللون.
هذا القرد السنجابي لديه أحد أكثر التوزيعات الجغرافية تقييدًا على الرئيسيات، حيث يعيش في غابات فارزيا بالتقاء نهر جابورا وسوليموس. مجموعتها تقع داخل محمية ميرايرا للتنمية المُستدامة. يقيم في المحميّة مع نوعين من السنجابي. وهو قرد اجتماعي ينتقل مع سعادين سنجابية سوداء في مجموعتاً كبيرة داخل بيئته. حجمه الصغير يجعله هدفًا سهلاً للحيوانات المُفترسة؛ ومع لذلك، فإنه قد يقاوم عندما يُسافر في مجموعات كبيرة.
الأنواع بشكل عام لها آثار إيجابية على الاقتصاد.

## الوصف
سعدان سنجابي أسود وهو من الرئيسيات الصغيرة، لديهم فراء رمادي مِسود على مُعظم أجسامهم باستثناء أرجُلهم وبطنهم. يمكن أن تكون أرجلهم صفراء أو ضارب إلى الحُمرة. بطونهم لها صبغة صفراء. لديه فرو قصير وكثيف في كل مكان باستثناء مناطق مُعينة على الوجه. ينقصه الشعر في مناطق الأنف والشفتين، والجلد أسود في هذه المناطق. يتراوح طولها بين 27 و 32 سم ولا تشمل طول ذيوله. يمكن أن يكون طوله بالكامل بحوالي 40 سم مع الذيل. يتراوح وزن ذكوره من 0.64 إلى 1.22 كيلوغرام (1.4 إلى 2.7 رطل). ويتراوح وزن إناثه من 0.64 إلى 0.86 كجم (1.4 إلى 1.9 رطل).

### الخصائص المميزة
يحصلون على اسمهم من الشريط الأسود الذي يمتد من رؤوسهم إلى نهاية ذيلهم. يشكل الفراء الأسود فوق أعينهم قوسًا ضحلًا ويكون أقل على جباههم من الأنواع الأخرى. وتتميز ذيولها تحديدًا عن نوع سعدان سنجابي شائع (Saimiri sciureus) لأن سعدان سنجابي أسود لها ذيول أرق بكثير.

### العمر الافتراضي
في المتوسط، تعيش سعدان سنجابي أسود ما يصل إلى 15 عامًا في موطنها الطبيعي. يمكن أن يعيش حوالي 5 إلى 10 سنوات عندما يتم وضعهم في الأسر.

## التصنيف
يقع سعدان سنجابي أسود تحت جنس سنجابي (Saimiri). هناك أربعة أنواع أخرى تندرج تحت نفس الجنس مع قرد السنجاب الأسود.
- سنجابي بوليفي
- سنجابي أحمر الظهر
- سنجابي عاري الأُذن
- سنجابي غوياني

خلص علماء وزملاء جامعة كاليفورنيا في لوس أنجلوس أنسعدان سنجابي أسود من الأنواع المميزة من السنجابي عندما كانت تعتبر في الأصل نفس الأنواع التي تُعرف باسم سنجابي بوليفي.

## الموئل
تقيم السعدان السنجابي الأسود داخل محمية ماميراوا للتنمية المستدامة في البرازيل. تشهد غابة الفارزيا في هذه المنطقة المحددة دورة متسقة من الفيضانات. يمكن أن تتسبب أنماط الأمطار في تراكم نموذجي لحوالي 35 قدمًا من الفيضانات في الغابة. الفيضانات غير النمطية بسبب الفيضانات المفرطة على مدى فترة زمنية أطول يمكن أن تهدد موطن قرود السنجاب السوداء.

### القابلية للتأثر
يُعلن أن أنواع سعدان سنجابي أسود مهددة بالانقراض بسبب نطاقها المحدود في غابة الفارزيا. يؤثر التغير في المُناخ بسبب الاحتباس الحراري أيضًا على حياة أنواع سعدان سنجابي أسود.

## السلوك
تعتبر قرود تفاعليه. توجد في مجموعات كبيرة من 40-50، ويمكن أن توجد في مجموعات كبيرة يصل حجمها إلى 500 قرد. يسمح السفر في مجموعات كبيرة ولها ميزة المقاومة لمفترسيها بشكل أكثر فعالية. لديهم المزيد من العيون في محيطها مما يسمح لهم بتنبيه القطيع بسهولة وسرعة أكبر إذا شعروا بالخطر. إذا كانت المجموعة كبيرة بما يكفي، فقد تتمكن المجموعة من محاصرة بعض الحيوانات المُفترسة.

### التواصل
عادة ما يكون سعدان سنجابي أسود من الرئيسات الهادئة. الأوقات الوحيدة التي يصدرون فيها ضوضاء هي عندما يشعرون بالخطر أو عندما يحاولون مناداة أعضاء آخرين في مجموعتهم.

### التكاثر
يقع موسم التكاثر بين شهري سبتمبر ونوفمبر. خلال هذا الموسم، تكون ذكور القرود ذات المعدة المسمنة أكثر رغبة لدى إناث القرود. سيستمر حمل أنثى القرد من 140 إلى 170 يومًا، ويحل وقت الولادة في نفس الوقت الذي يكون فيه هطول الأمطار وتوافر الطعام في ذروتهما.

## الدور البيئي
يُفترس سعدان سنجابي أسود بواسطة الأفاعي والطيور الجارحة والكلاب.
هذه القرود اهي آكلة اللحوم. تفضل الفاكهة والحشرات، ولكنها تأكل أيضًا أوراق الشجر والزهور والبذور والبيض والفقاريات الصغيرة.

## الأهمية الاقتصادية
سعدان سنجابي أسود له تأثير إيجابي على الاقتصاد من خلال العمل كمواضيع للبحوث الطبية الحيوية، ويتم بيعه ليكون بمثابة حيوان أليف للفرد، ويكون بمثابة مصدر للغذاء. لا توجد آثار سلبية للأنواع على الاقتصاد بسبب نطاق السكن الصغير الذي تشغله.

## معرض صور

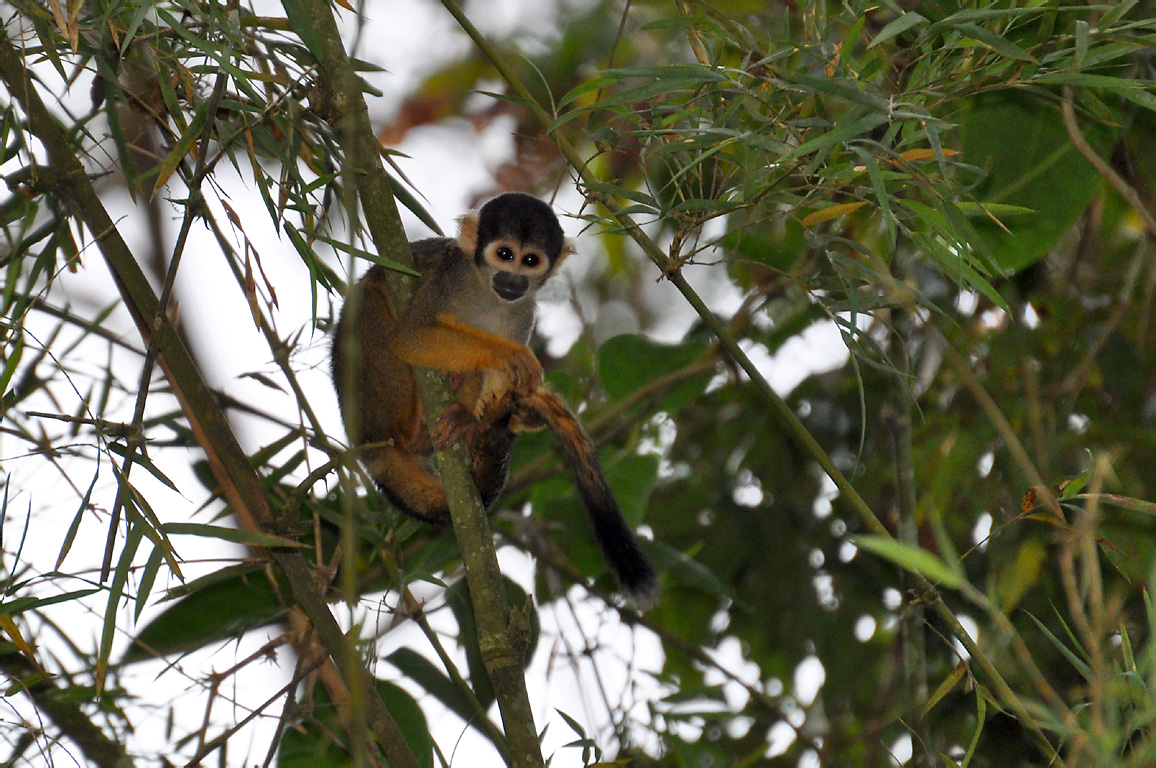
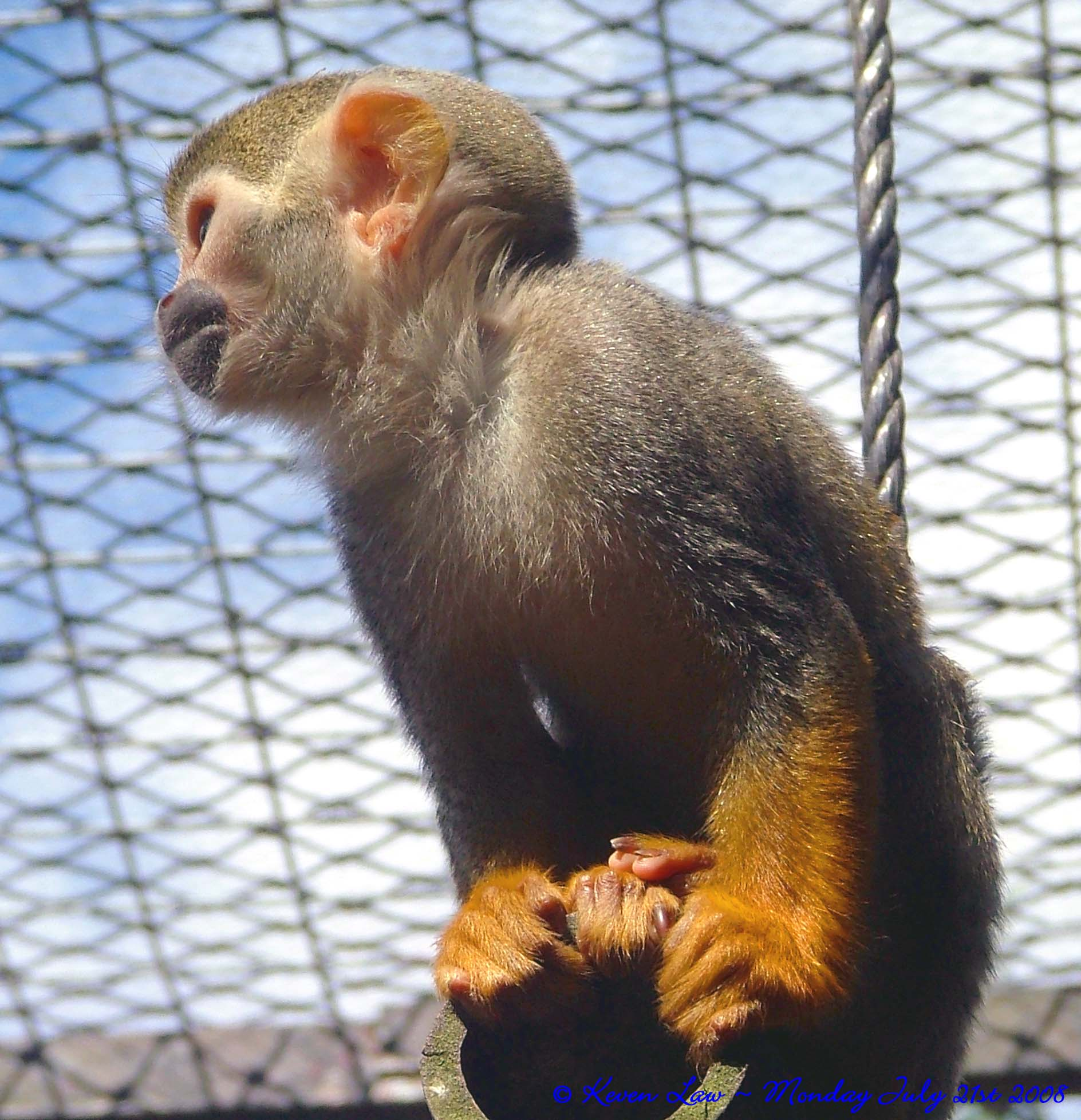
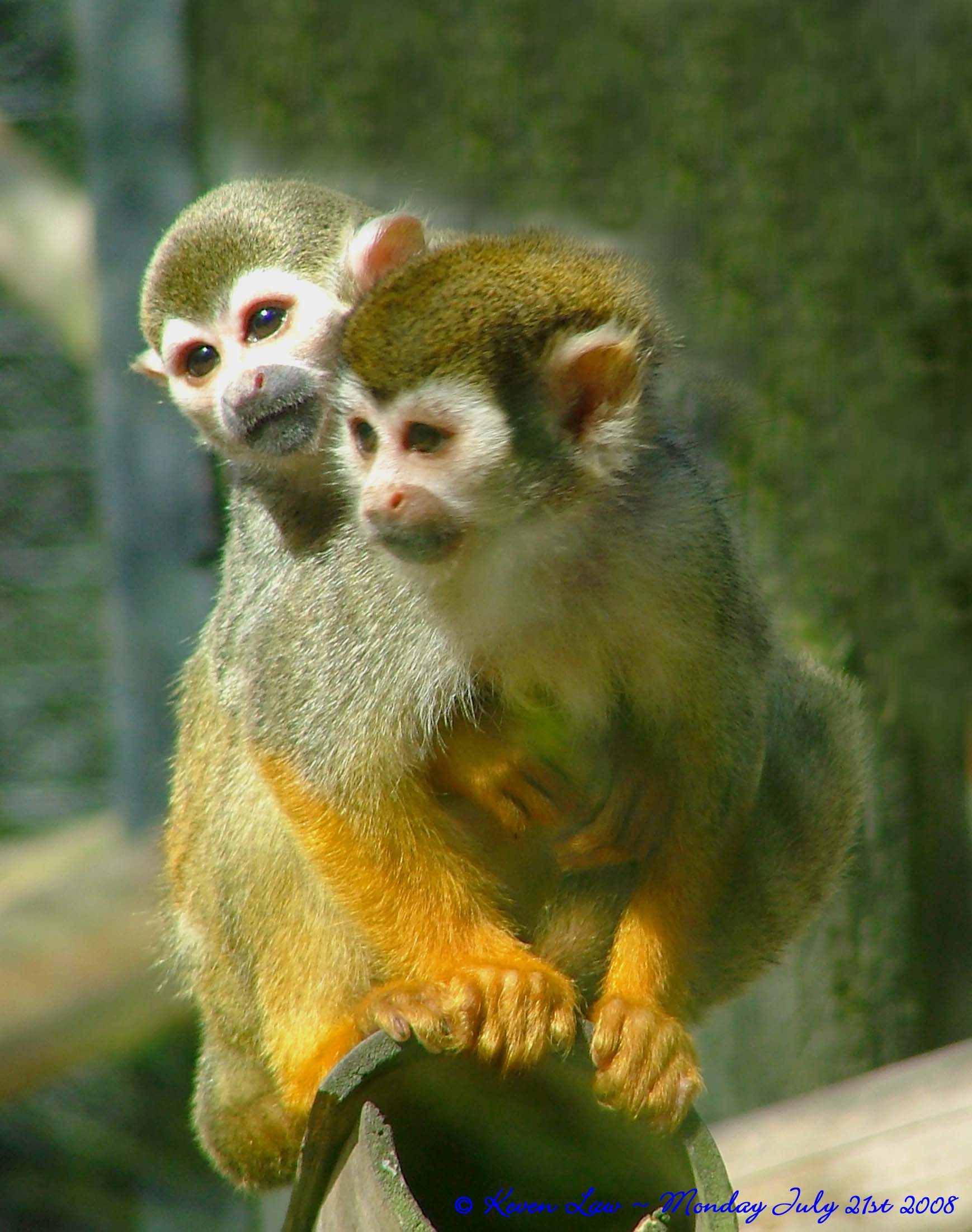
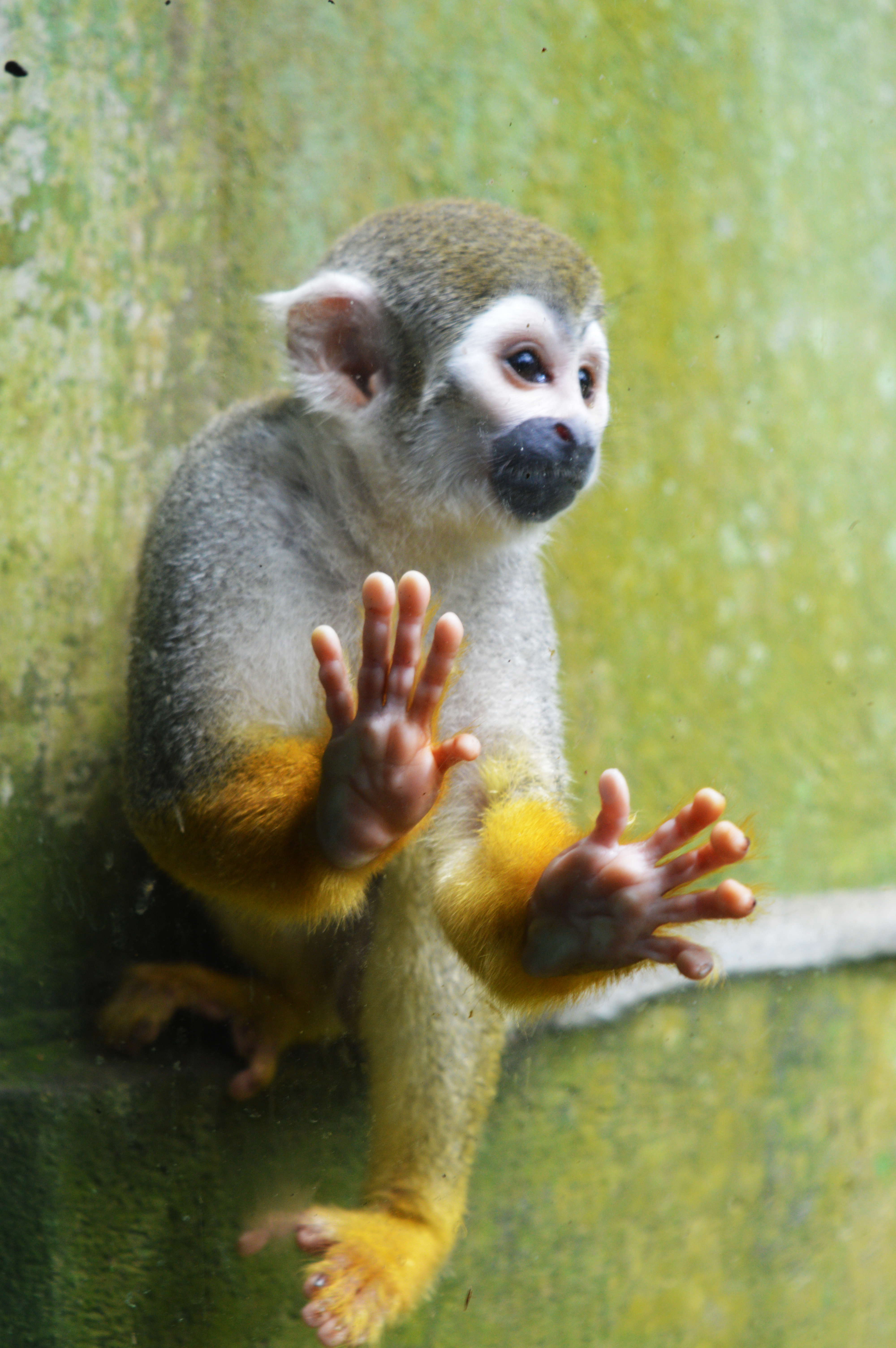
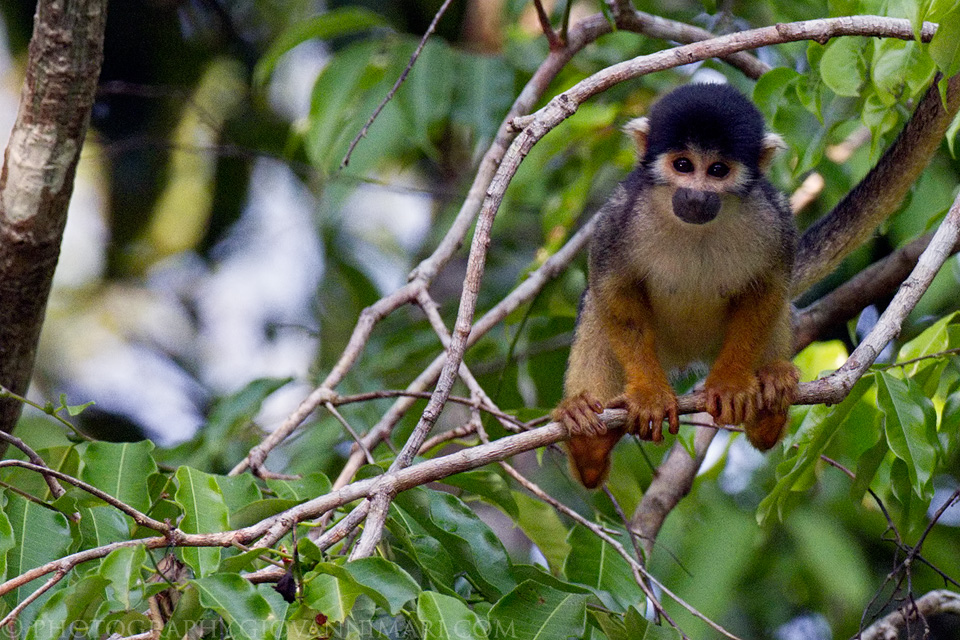